# Sphenostemonaceae
Sphenostemonaceae es el nombre botánico de una familia monotípica de angiospermas que contiene un solo género Sphenostemon de pequeños árboles y arbustos perennes, endémico de Nueva Guinea, Queensland, Australia y Nueva Caledonia.  El  sistema APG II considera a la familia no emplazada en ningún orden, sin embargo algunas autoridades la colocan en Dipsacales.
Actualmente el género Sphenostemon se incluye dentro de la familia Paracryphiaceae.

## Especies
- Sphenostemon arfakense
- Sphenostemon balansae
- Sphenostemon comptonii
- Sphenostemon lobosporus
- Sphenostemon oppositifolius
- Sphenostemon pachycladum
- Sphenostemon papuanum
- Sphenostemon panciflorum
- Sphenostemon thibaudii
- Sphenostemon tireliae